# Yayoi Watanabe
Pour les articles homonymes, voir Watanabe.
Yayoi Watanabe (渡辺 やよい, Watanabe Yayoi), née à Tokyo (Japon) le 24 août 1952, est une actrice japonaise, connue principalement pour ses rôles dans Joshu 701-GO: Sasori (1972), Seiju Gakuen (1974) et Joshuu Sasori: Kemono-Beya (1973).

## Filmographie partielle

### Au cinéma
- 1972 : La Femme scorpion (Joshû 701-gô: Sasori) de Shunya Ito : Yukiko Kida
- 1974 : Le Couvent de la bête sacrée (Seijû gakuen) : Hisako Kitano
- 1973 : La Tanière de la bête (Joshuu sasori: Kemono-beya) : Yuki Nakagawa
- 1973 : Bodigaado Kiba
- 1976 : Bôsô panikku: Daigekitotsu